# Instituto Brasileiro de Peritos

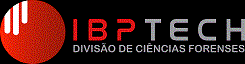
Divisão Ibptech de Serviços em Ciências Forenses

O Instituto Brasileiro de Peritos (IBP) é um centro privado de referência em metodologia pericial forense que mantém uma rede de laboratórios especializados em exames periciais sobre tecnologia da informação, engenharia, fonética forense, sons e imagens, documentoscopia, grafoscopia, economia, finanças e outras áreas das chamadas Ciências Forenses.

## Origem
O IBP foi fundado em 2001, momento em que os debates pioneiros que realizava no âmbito do Comitê de Direito da Tecnologia, mantido pela Câmara Americana de Comércio em São Paulo (Amcham) , já sinalizavam o surgimento de muitos novos desafios para a produção de provas nos processos judiciais, especialmente em função da rápida adoção de novas tecnologias pela sociedade brasileira. Adotou inicialmente o nome social de Instituto Brasileiro de Peritos em Comércio Eletrônico e Telemática (IBP Brasil) porque àquela época a Internet ganhava um forte impulso em todo o mundo e ampliava seu uso nas transações eletrônicas entre empresas e clientes, trazendo inexoráveis reflexos nas provas técnicas debatidas em Tribunais Brasileiros .
Ao longo da década seguinte, o IBP ampliou suas áreas de atuação: além avançar nos estudos sobre as questões de tecnologia da informação e da Internet, passou a realizar exames técnicos e emitir laudos em áreas como engenharia, telecomunicações, acidentes, sons, imagens, insalubridade, periculosidade e econômica-financeira, entre muitas outras, em debates judiciais e arbitrais envolvendo direitos autorias, patentes, descumprimento de contratos, falhas em sistemas, acidentes, invasões, sabotagens, furtos digitais e muitos outras ocorrências  procedimentos indevidos tecnologicamente avançados . Mais recentemente, o IBP passou a atuar também na auditoria de sistemas eletrônicos, na auditoria sobre gestão de ativos de software e em treinamento.

## Atualidade
O IBP deixou de ser uma entidade de grupo de peritos que atuam na área. Atualmente, trata-se de empresa privada que oferta serviços na área de Perícias.

## Metodologia pericial
Em reconhecido artigo, Simson Garfinkel alertou para o esgotamento do que denominou a "era de ouro" da perícia forense computacional, fenômeno que torna obsoletos os métodos e ferramentas empregados nos trabalhos periciais. A crise da forense digital está relacionada ao aumento na capacidade de armazenamento de dados, aos equipamentos embutidos e aos serviços em nuvem, dificultado a coleta de evidências e a ampla utilização da criptografia, dificultado a coleta de vestígios e apresentação de evidências. Situações similares replicam-se em outras áreas do conhecimento, onde o forte avanço tecnológico põe em xeque os métodos periciais tradicionais.
Por esses motivos, se torna imperioso estudar e adotar novos métodos e ferramentas periciais para assegurar a qualidade dos resultados submetidos ao Poder Judiciário, evitando falsos negativos e, pior, falsos positivos que levam o Magistrado e as próprias partes a engano. O aumento da complexidade na coleta e produção de provas impõe ainda peritos mais capacitados e a adoção de métodos cada vez mais rigoroso para gerar e controlar a Cadeia de Custódia. Os profissionais do IBP participam de pesquisas sobre as melhores práticas periciais na coleta forense de evidências e na geração de cadeia de custódia para o exame dos modernos dispositivos digitais

## Serviços periciais
O IBP se dedica ao desenvolvimento de metodologias periciais e à realização de perícias em questões de alta tecnologia. Seu laboratório forense em tecnologia da informação é dotado da mais renomadas ferramentas periciais  . Para o exame pericial forense de celulares, smartphones, tablets e equipamentos GPS, o IBP estabeleceu parceria com os lideres mundiais no fornecimento de plataformas tecnológicas para equipar seus laboratórios. 
O desenvolvimento da metodologia pericial se dá por pesquisas acadêmicas  
Na esfera educacional e de treinamento, o IBP atua há mais de uma década junto a universidades, órgãos, empresas e congressos. No foco institucional, o IBP colabora com a produção de estudos que apoiam os operadores do Direito, em 2016 participou no Anuário da Justiça de São Paulo. Na esfera legislativa, o IBP apoia o esclarecimento de questões técnicas de interesse dos legisladores.